# Pterocephalodes siamensis
Pterocephalodes siamensis är en tvåhjärtbladig växtart som först beskrevs av William Grant Craib, och fick sitt nu gällande namn av V.Mayer och Ehrend. Pterocephalodes siamensis ingår i släktet Pterocephalodes och familjen Dipsacaceae. Inga underarter finns listade i Catalogue of Life.